# Trémont (Orne)
Trémont is een gemeente in het Franse departement Orne (regio Normandië) en telt 106 inwoners (2009). De plaats maakt deel uit van het arrondissement Alençon.

## Geografie
De oppervlakte van Trémont bedraagt 6,4 km², de bevolkingsdichtheid is dus 16,6 inwoners per km².
De onderstaande kaart toont de ligging van Trémont (Orne) met de belangrijkste infrastructuur en aangrenzende gemeenten.

## Demografie
Het onderstaande figuur toont het verloop van het inwonertal (bron: INSEE-tellingen).